# Tentative de coup d'État du 23 février 1899

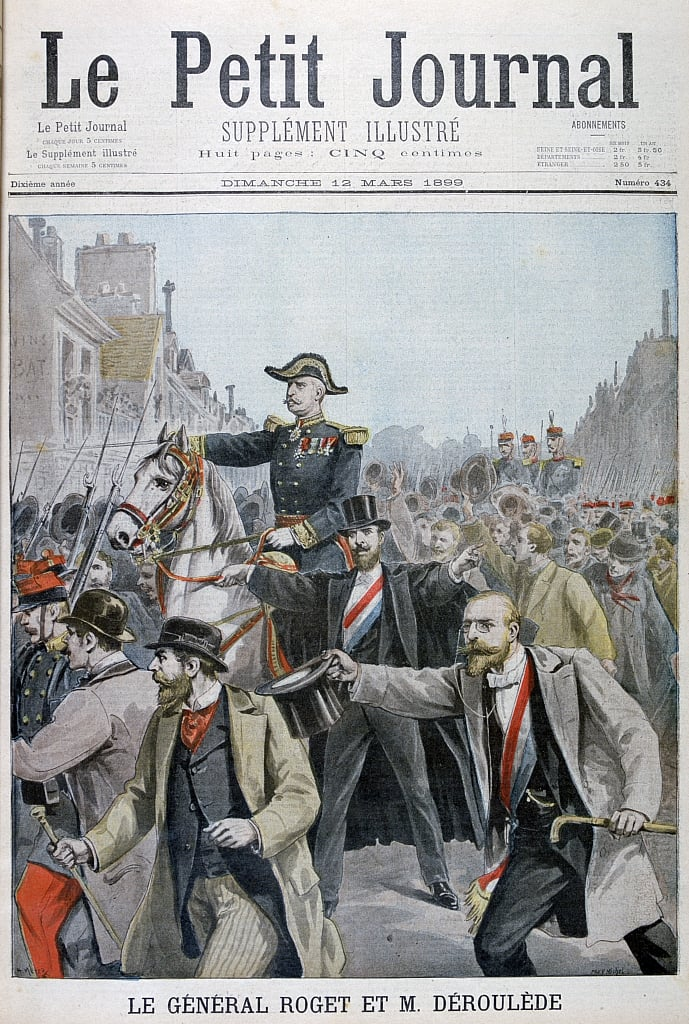
Paul Déroulède tenant la bride du cheval du général Roget, durant sa tentative de coup d'État.
Une du supplément illustré du Petit Journal, 12 mars 1899.

Une tentative de coup d'État fomentée par le militant nationaliste français Paul Déroulède a lieu à Paris le 23 février 1899. Déroulède, fondateur de la Ligue des patriotes et adepte du général Boulanger (« celui qui nous délivrera des chinoiseries parlementaires et des bavards impuissants »), profite des obsèques du président Félix Faure pour tenter de convaincre le général Roget de renverser le gouvernement.

## Contexte
Le 18 mai 1882, Paul Déroulède et Henri Martin fondent la Ligue des patriotes, un des mouvements pionniers du nationalisme français. Déroulède est opposé au colonialisme et est partisan d'une revanche contre l'Allemagne pour récupérer l'Alsace et Lorraine.
Porté par sa notoriété, Déroulède avait été élu à la Chambre des députés de 1889 à 1893. Le 27 janvier 1889, il tente, au travers de sa Ligue des patriotes et avec d'autres, de persuader le général Boulanger de marcher sur l'Élysée, dans une tentative de coup d'État. La Ligue fut d'ailleurs dissoute en mars 1889 puis recréée en novembre 1896, avec un tournant résolument nationaliste et antirépublicain, galvanisée surtout par l'affaire Dreyfus.
À la fin des années 1890, constatant que toutes les voies pour imposer ses idées s'avèrent être des impasses, Déroulède songe au coup d'État. Alors à Nice, Paul Déroulède apprend la mort du président de la République Félix Faure, réputé antidreyfusard, le 16 février 1899. Il décide de se rendre à Paris dont l'atmosphère est agitée[réf. nécessaire].
De fait, la mort prématurée du président Faure entraîne l'élection à la présidence, le 18 février 1899 à Versailles, d'Émile Loubet, seul candidat en lice. Cette élection mécontente les nationalistes et exaspère une partie de l'opinion parisienne, hostile à Dreyfus et à la révision du procès par la Cour de cassation. Le nouveau président a une réputation de ferme républicain et d'homme attaché à la légalité, ce que les nationalistes interprètent comme une menace. La porte leur semble ouverte à de futurs succès dreyfusards, qui prouveraient l'innocence du capitaine grâce à l'enquête menée par la chambre criminelle de la Cour de cassation.

## Déroulement
Le 23 février 1899 ont lieu les obsèques de l'ancien président Félix Faure. Poussé par ses convictions anticolonialistes et revanchistes, Paul Déroulède en profite pour tenter un coup d'État.
Ainsi, en février, après la mort du président Faure, le général Georges-Gabriel de Pellieux aurait été approché par Paul Déroulède, chef de la Ligue des patriotes, qui fomentait un coup d'État à l'occasion des funérailles du président défunt. Selon ce projet, les troupes revenant des cérémonies organisées au Père-Lachaise se seraient jointes aux ligueurs au niveau de la place de la Nation avant de se diriger sur l'hôtel de ville puis l'Élysée afin d'y installer une république plébiscitaire. L'affaire était cependant mal préparée : selon Joseph Reinach, Pellieux se serait ravisé au dernier moment et aurait obtenu du général Zurlinden l'autorisation de rejoindre la caserne sans passer par la Nation.

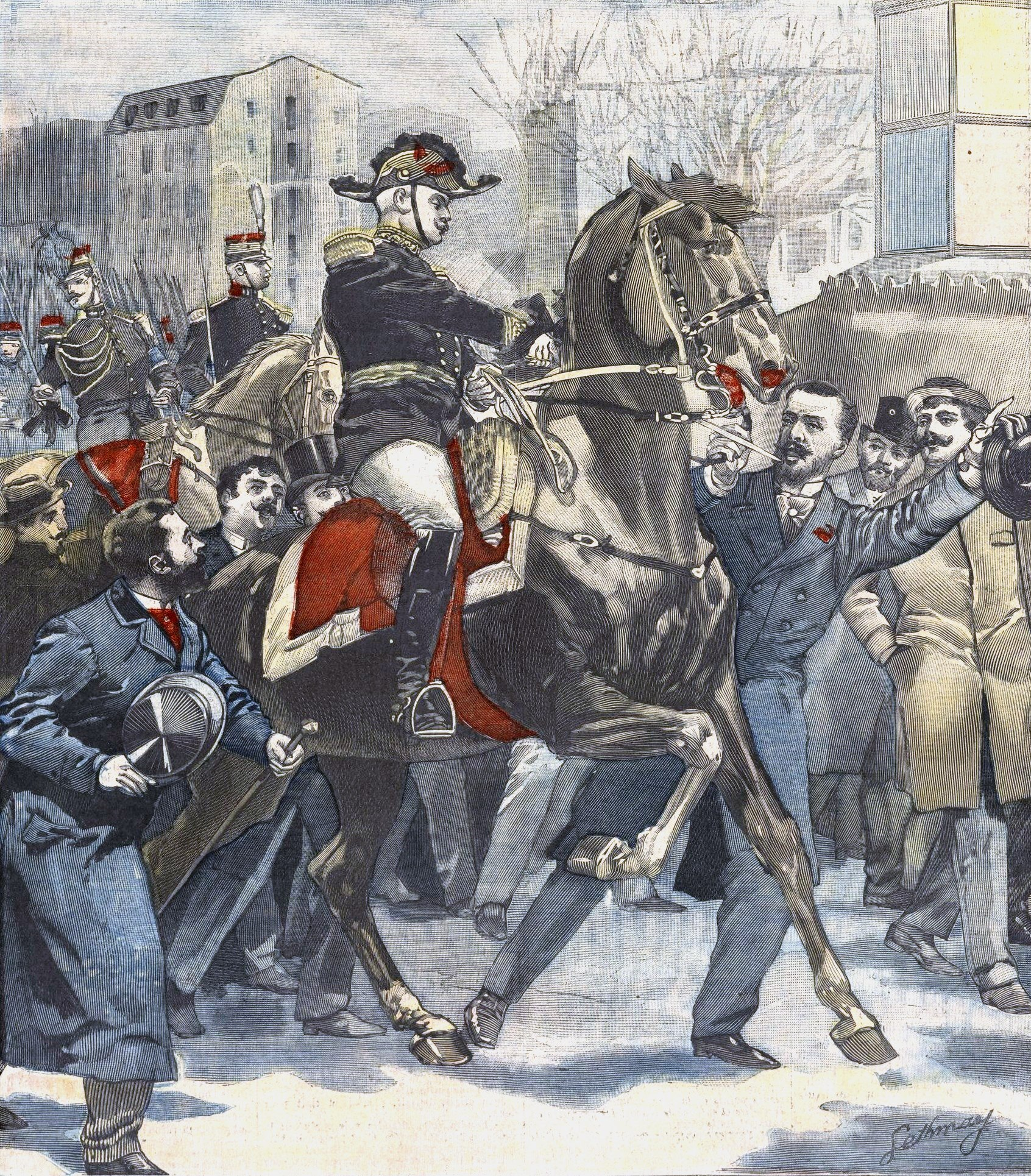
Tentative du 23 février 1899 : Déroulède saisit la bride du cheval du général Roget. Paru dans LIllustré national.

Lâché par la plupart des autres opposants au régime, dont Jules Guérin, secondé par une faible partie des ligueurs (les ligueurs sont en trop petit nombre, environ 500), Déroulède dut par conséquent se rabattre sur le général Roget et tente en vain l'entraîner lui et ses troupes vers l'Élysée, alors que ce dernier ramenait ses troupes à la caserne de Reuilly — via la place de la Nation — après la cérémonie au Père-Lachaise. Accroché à la bride du cheval de l'officier, Déroulède avec Marcel Habert à ses cotés le suit de la place de la Nation jusqu'à la caserne de Reuilly où il essaie, une dernière fois, de haranguer les militaires afin de prendre l'Élysée et chasser le dreyfusard Émile Loubet pour y installer une république plébiscitaire. La tentative de Reuilly est un échec.
La tentative, mal organisée, mal exécutée, est un fiasco. Manquant d'alliés politiques fiables et de soutiens infaillibles dans l'armée, sans l'adhésion populaire qu'il espérait, Déroulède échoue.
Priés par le général Roget de quitter les lieux, Paul Déroulède et Marcel Habert exigent d'être arrêtés, ce qu'un commissaire de police vient faire quelques heures plus tard, inculpant les deux hommes pour un motif dérisoire : entrée illicite dans une enceinte militaire. Déroulède, indigné par cette mansuétude, explique aussitôt qu'il a tenté « d'entraîner les troupes dans un mouvement insurrectionnel et de renverser la république parlementaire pour y substituer la république plébiscitaire ».

## Jugement

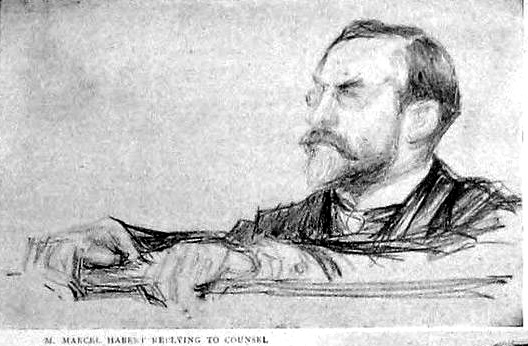
Marcel Habert durant son procès, d'après un croquis d'audience de Paul Renouard (The Graphic, 10 juin 1899).

Le gouvernement Dupuy charge le parquet d'inculper Déroulède et Habert de provocation de militaires à la désobéissance, délit prévu par la loi de 1881 et aggravé par la loi de 1894 réprimant les menées anarchistes. Déroulède, avant d'être acquitté, déclare au jury en pleine audience : « Si vous me rendez la liberté, je recommencerai. Oui, je le jure, je recommencerai ! ». Le 31 mai 1899, les jurés de la cour d'assises de la Seine acquittent Déroulède et son bras-droit Marcel Habert.
Critiqué pour l'inadéquation de ses réactions à ces graves événements, le gouvernement Dupuy est renversé le 12 juin 1899 par une Chambre des députés « résolue à ne soutenir qu'un gouvernement décidé à défendre avec énergie les institutions républicaines ». Le gouvernement suivant, dirigé par Pierre Waldeck-Rousseau, est par conséquent un ministère de défense républicaine déterminé à mater l'agitation antidreyfusarde. Les ligues nationalistes et monarchistes ne disposent pas d'un plan de coup d'État solide. Elles ont surtout échoué à s'entendre malgré plusieurs conciliabules entre le 15 et le 21 juin 1899, le républicanisme plébiscitaire d'un Déroulède étant peu compatible avec le royalisme ou l'antisémitisme des autres formations antidreyfusardes.
Une subséquente enquête sur un éventuel complot est confiée dès le 7 juillet 1899 au préfet de police Lépine. Au début du mois suivant, les informations transmises par un indicateur, « Alger », relaient les bruits d'une conspiration concertée entre les diverses ligues. La conjuration serait appuyée, cette fois-ci, par un général (peut-être Négrier), ainsi que Déroulède l'a imprudemment annoncé lors d'une réunion publique le 16 juillet 1899.
En dépit de l'absence d'éléments probants sur la véracité de ces préparatifs, Waldeck-Rousseau lance un vaste coup de filet avec l'aide de Lépine et du nouveau procureur général près la cour d'appel de Paris, Octave Bernard : le 12 août 1899, 67 nationalistes, antisémites et royalistes sont visés par des perquisitions. La police procède également à une vingtaine d'arrestations, dont celle de Déroulède.
Celui-ci sera jugé en Haute Cour le 4 janvier 1900, il est déclaré coupable de complot et à une peine de dix années de bannissement. Il s'exile en Espagne, à Saint-Sébastien. L'Assemblée finit par l'amnistier en 1905.